# Amerykański wilkołak w Paryżu
Amerykański wilkołak w Paryżu – horror komediowy z 1997 roku. Film jest sequelem horroru Amerykański wilkołak w Londynie z 1981 roku.
Zdjęcia kręcono w Paryżu, Metz, Luksemburgu, Amsterdamie i Nowym Jorku.

## Opis fabuły
Trzech amerykańskich przyjaciół Andy, Brad i Chris udaje się na wycieczkę po Europie. W Paryżu wchodzą na wieżę Eiffla. Andy postanawia skoczyć z niej na bungee. Wtedy spotykają piękną dziewczynę Serafine, która próbuje popełnić samobójstwo. Andy ratuje ją, jednak sam trafia do szpitala. Zaintrygowany tajemniczą nieznajomą postanawia ją odnaleźć. Kiedy jednak ponownie ją spotyka, ona nie jest zainteresowana dalszą znajomością. Z kolei jednak jej brat zaprasza całą trójkę na imprezę. Okazuje się, że jest to impreza dla wilkołaków, a oni mają być daniami...

## Główne role
- Tom Everett Scott - Andy McDermott
- Vince Vieluf - Brad
- Phil Buckman(inne języki) - Chris
- Julie Bowen - Amy
- Julie Delpy - Serafine
- Pierre Cosso - Claude
- Thierry Lhermitte - Dr. Thierry Pigot
- Tom Novembre(inne języki) - inspektor LeDuc
- Maria Machado(inne języki) - Bonnet
- Ben Salem Bouabdallah - detektyw Ben Bou